# Parc infantil a l'aire lliure

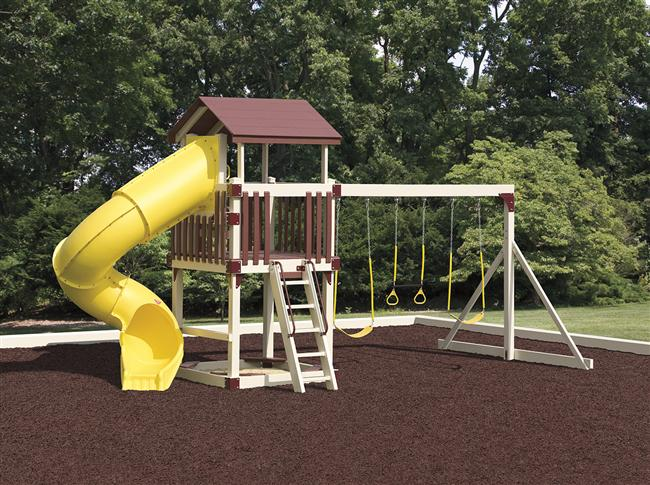
Un parc infantil a l'aire lliure en un pati, presentant un lliscador de tub, una escala, i gronxadors

Un parc infantil a l'aire lliure és una estructura exterior perquè els nens puguin jugar-hi i esplaiar-se al voltant.

## Components
Components típics parc infantil a l'aire lliure:
- Torres. En un parc, una torre és una estructura vertical amb una o més plataformes, essencialment una superfície de joc horitzontal.
- Ponts. Les torres poden ser connectades l'una amb l'altra per estructures de pas com ara una cadena o ponts fixos de fusta o de cordes perquè els nens hi caminin a través.
- Escales. Les escales de corda i escales fixes són accessoris comuns dels parcs de joc.
- Sorreres. Una sorrera sovint acompanya un parc exterior.
- Tobogans. Els tobogans poden ser coberts o no.
- Gronxadors. Els gronxadors normalment van muntats per parells o més.
- Barres de simi. Les torres poden ser connectades per barres de simi així com ponts.

## Seguretat
Existeixen normatives que recullen els requisits que han de complir els parcs infantils, així com els elements de joc instal·lats  i altres equipaments ludicoesportius. També recullen els requisits de manteniment que han de complir aquests espais infantils.
El juliol de 2001, la Consumer Product Safety Commission (Comissió de seguretat pels productes dels consumidors) dels EUA (CPSC) va informar que cada any més de 200,000 nens entren a les urgències de l'hospital a causa de lesions produïdes en parcs infantils. La majoria de les lesions ocorren per caigudes del nen a la superfície del parc.
En períodes d'alertes de salut o èpoques de pandèmia cal establir mesures especials de seguretat i desinfecció en aquests espais exteriors com va succeir en la pandèmia del COVID-19.

### Superfície de joc
Per tal d'amortir els xocs de les caigudes a terra, es disposa al voltant d'un joc infantil sorra, graveta, estelles de fusta, goma triturada, i asfalt. El perímetre de l'espai de joc sovint és fet de ciment o de fusta. El gruix de material amortidor entorn de la zona de joc s'ha de basar en les recomanacions del CPSC pel que fa al tipus de materials de superfície i a l'altura màxima de caiguda possible:
| Tipus de Material               | 6'' de gruix | 9'' de gruix | 12'' de gruix |
| ------------------------------- | ------------ | ------------ | ------------- |
| Jaç protector de triturat doble | 6            | 10           | 11            |
| Estelles de fusta               | 6            | 7            | 12            |
| Sorra fina                      | 5            | 5            | 9             |
| Graveta                         | 6            | 7            | 10            |

## Caseta de joc
Un altre tipus d'equipament de pati exterior és la caseta de joc. És una rèplica de cases—semblant a una cabanya en un arbre però a terra. Poden promoure la imaginació i la creativitat d'un nen. Una caseta de joc pot ser tan simple feta amb cartons, o tan complexa com una estructura exterior permanent amb electricitat i aigua corrent. Hi ha diverses empreses especialitzades en la creació de casetes de joc elaborades i distintives que es poden utilitzar tant per a fins comercials com privades.